# Daniel Gidlund
Daniel Sebastian Tommy Gidlund, född 22 augusti 1978 i Sundsvall, är en svensk låtskrivare, musikproducent och artist.
Daniel Gidlund var tidigare tillsammans med Patricio Cabezas medlem i bandet Cabezas. Gidlund medverkar som låtskrivare och vokalist på singeln Made of, släppt 2011, tillsammans med house-duon Nause. I januari 2012 hade låten sålt dubbel platina. År 2012 var han med och skrev Nause fjärde singel This is the song. Samma år sjöng han även på den officiella låten till festivalen Summerburst, och framträdde på festivalen tillsammans med Darwin & Backwall. Gidlund har samarbetat med duon Dada Life som vokalist på låten Feed the Dada. Han även arbetat med bland annat Norlie & KKV, den spanska DJ:en och musikproducenten Brian Cross, den holländska DJ- och musikproducentduon Vicetone samt japanen Atsushi. Gidlund har även samarbetat med den svenska Youtube-profilen Joakim Lundell. Han var vokalist i dennes singel Waiting For som släpptes i juli 2017.